# Duliajan No.1
Duliajan No.1 is een census town in het district Dibrugarh van de Indiase staat Assam. 

## Demografie
Volgens de Indiase volkstelling van 2001 wonen er 5320 mensen in Duliajan No.1, waarvan 53% mannelijk en 47% vrouwelijk is. De plaats heeft een alfabetiseringsgraad van 77%. 